# Мурадалиев, Фазиль Гулам оглы
Фазиль Гулам оглы Мурадалиев — советский хозяйственный, государственный и политический деятель.

## Биография
Родился в 1938 году. Член КПСС с 1965 года.
С 1957 года — на хозяйственной, общественной и политической работе. В 1957—1981 гг. — чертежник, старший лаборант, старший инженер, главный инженер в научных учреждениях Академии наук Азербайджанской ССР, заведующий отделом редакции газеты «Молодежь Азербайджана», заведующий отделом, редактор газеты «Вышка», первый секретарь им. 26 бакинских комиссаров РК КП Азербайджана, заведующий отделом АСПС, секретарь ЦК КП Азербайджана, председатель Комитета по религиозным культам Азербайджанской ССР.
Избирался депутатом Верховного Совета Азербайджанской ССР 9-12-го созывов.
Умер после 1993 года.